# 큰가닥아메바속
큰가닥아메바속(Saccamoeba)은 가닥아메바과에 속하는 아메바류 속의 하나이다. 큰가닥아메바(Saccamoeba wakulla)와 넓적큰가닥아메바(Saccamoeba lucens) 등을 포함하고 있다.

## 하위 종
- S. angelica Bovee, 1972[3]
- S. limax (Dujardin, 1841) Page, 1974[3]
- S. limna (Bovee, 1972)[3]
- 넓적큰가닥아메바(S. lucens) (Frenzel, 1892) Bovee, 1972[3]
- S. stagnicola Page, 1974[3]
- 큰가닥아메바(S. wakulla) (Bovee, 1972)[3]
- S. wellneri Siemensma, 1987[3]